# Boreas (журнал)
Boreas — оглядовий науковий журнал, що публікується від імені Collegium Boreas, починаючи з 1972 р. Своїми публікаціями журнал охоплює усі галузі досліджень четвертинного періоду, включаючи біологічні і небіологічні аспекти четвертинного середовища як на територіях, вкритих льодовиками, так і на інших територіях. Видання було започатковане видавництвом Taylor & Francis. З 1998 р. Boreas публікується видавництвом Wiley-Blackwell.
Згідно з висновками Journal Citation Reports, в 2012 р. Імпакт-фактор журналу становив 2.457.

## Ресурси Інтернету
- Офіційний сайт

1. 1 2  The ISSN portal — Paris: ISSN International Centre, 2005. — ISSN 0300-9483